# Aptitude
Aptitude ist ein Frontend für das Advanced Packaging Tool (APT). Das Programm zeigt eine Liste von Software-Paketen an und erlaubt dem Benutzer, interaktiv Pakete zu verwalten. Ursprünglich wurde es für die Debian-Distribution erstellt, kam abgesehen von ihren vielen Varianten aber auch in RPM-basierten Distributionen zum Einsatz.
Aptitude zeichnet sich durch eine auf ncurses basierende zeichenorientierte Benutzerschnittstelle aus, was im Vergleich mit dem reinen Kommandozeilentool apt-get eine etwas komfortablere Interaktion mit APT erlaubt.
Wie apt-get verfügt Aptitude über eine zusätzliche Integritätsschicht, in der Paketzustände (package states) gespeichert werden. Dort registriert die Software, welche Pakete infolge von Abhängigkeiten automatisch installiert werden und ist dadurch in der Lage, nicht mehr benötigte (verwaiste) Pakete ebenso automatisch zur Deinstallation vorzuschlagen. Weiterhin führt Aptitude ein von APT unabhängiges, eigenes Log über die gesamte Installationsgeschichte und mögliche Konflikte.

## Geschichte
Die Entwicklung von Aptitude wurde im Jahr 1999 begonnen. Zu dieser Zeit waren zwei weitere konsolenbasierte APT-Frontends verfügbar: Das dselect-Programm, welches zur Installation von Debian benutzt wurde, bevor APT existierte, sowie console-apt, ein Projekt, das als der direkte Nachfolger von dselect eingestuft wurde. Ursprünglich wurde das Aptitude-Projekt begonnen, um mit einem, im Vergleich zu console-apt stärker objektorientierten Design zu experimentieren. Ziel war ein flexibleres Programm mit größerem Funktionsumfang.
Die erste Version 0.0.1, veröffentlicht am 18. November 1999, war in ihrem Funktionsumfang noch stark beschränkt: Es konnte eine Liste der verfügbaren Pakete angezeigt werden, doch weder das Herunterladen noch das Installieren waren möglich. Mit der in Debian 2.2 (Codename Potato) enthaltenen Version 0.0.4a wurden u. a. diese Fähigkeiten hinzugefügt.
Gegen Ende des Jahres 2000 wurde das gesamte Schnittstellen-Modul neu geschrieben; die neue Architektur basiert auf der Callback-Bibliothek libsigc++ und Konzepten moderner GUI-Toolkits wie GTK+ und Qt. Dies ermöglichte es, die Schnittstelle mit Funktionen wie Drop-Down-Menüs und Pop-Up-Dialogen GUI-ähnlicher zu gestalten als bisher. Das erste offizielle Aptitude-Release war 0.2.0. Aptitude 0.2.11.1 wurde zusammen mit Debian 3.0 (Codename Woody) veröffentlicht. Zu dieser Zeit wurde console-apt von seinen Entwicklern aufgegeben und aus dem Repository entfernt.
Seit Debian 3.1 (Codename Sarge) ist Aptitude die bevorzugte konsolenbasierte Installationsmethode und ersetzt das vormals aus Gründen der Abwärtskompatibilität gepflegte dselect.